# Zaidan el-Nasir
Pour les articles homonymes, voir An-Nasir.
Zaidan an-Nasir ben Ahmed (en arabe : زيدان الناصر بن أحمد) ou Moulay Zidane est le neuvième sultan de la dynastie saadienne du Maroc, qui a régné de 1613 à septembre 1627. Il est le fils d'Ahmed el-Mansour ed-Dahbi et de son épouse Aïcha bint Abou Bakkar al-Shabani, le demi-frère de Mohammed ech-Cheikh el-Mamoun et d'Abou Faris Abdallah.
Il ne régne que sur la moitié sud du pays après que son frère Mohammed esh Cheikh el Mamun prenne la moitié nord et qu'un rebelle de Tafilalt, Ahmed ibn Abi Mahalli, marche sur Marrakech en prétendant être le Mahdi. Cela conduit Muley Zidan à être encerclé à Safi au milieu d'autres campagnes militaires ratées contre le nord rebelle. Ces événements sont exacerbés par un contexte de chaos qui suit une pandémie de peste qui a fait un tiers des morts du pays.
Son règne voit la fin de la guerre anglo-espagnole (avec le traité de Londres de 1604) qui brise l'axe anglo-hollandais sur lequel le Maroc s'appuyait comme moyen de protection contre l'Espagne, et pousse ainsi la marine espagnole à reprendre ses raids dévastateurs sur la côte marocaine et la rébellion d'un de ses gouverneurs provinciaux qui établit son propre État indépendant de la République de Salé entre Azemmour et Salé.

## Guerre civile
Sous le règne de Zidan, après la mort du sultan Ahmed al-Mansur en 1603, le Maroc tombe dans un état d'anarchie, les fils de ce dernier se battant pour le trône. Zidan perd une grande partie de son autorité au profit de factions belligérantes et de gouverneurs locaux insubordonnés. Le Maroc est en état de guerre civile avec le soulèvement de seigneurs de guerre tels qu'Ahmed ibn Abi Mahalli au Sud et Sidi al-Ayachi au Nord prenant des territoires à Zidan. Sidi est particulièrement tenu en haute estime parmi les guerriers locaux, il contrôle plusieurs milliers d'hommes pour combattre pour lui. De plus, il a ouvertement montré son mécontentement à l'égard de Zidan, qu'il prétend servir.
Ces soulèvements sont déclenchés par Mohammed esh Cheikh el Mamun concédant Larache aux Espagnols en 1610, mais ils saisissent également l'occasion de capturer al-Ma'mura. Ces événements diminuent le prestige religieux des Saadiens en tant que Défenseurs de la Foi. Le coup le plus dur durant le règne de Zidan est sans aucun doute la révolte d'Ahmed ibn Abi Mahalli qui, après avoir conquis consécutivement Tafilalet et Draa, atteint la capitale Marrakech en 1612 et l'occupe, tandis que Zidan est contraint de fuir[source insuffisante].

## Relations extérieures

### Empire ottoman
Les guerres civiles ont interrompu le tribut de vassalité qui est payé auparavant aux Ottomans par Ahmad al-Mansur jusqu'à sa mort, pendant le règne de Zidan il propose de se soumettre au paiement du tribut afin de se protéger d'Alger, il recommence alors à payer le tribut aux Ottomans. 

### République néerlandaise
Zidan établit des relations amicales avec la République néerlandaise, avec l'aide d'envoyés tels que Samuel Pallache. À partir de 1609, il établit un traité d'amitié et de libre-échange qui accorde « un libre accès et un accueil amical à leurs sujets respectifs, sans aucun besoin de protection ou de sauf-conduit, quelle que soit la manière dont ils arrivaient sur le territoire des autres. », Il envoie plusieurs autres émissaires aux Pays-Bas, tels que Muhammad Alguazir, Al-Hajari et Yusuf Biscaino.

### Empire Songhaï
Zidan et ses forces envahissent l'Empire Songhaï en 1593. Il abandonne l'empire en 1618, mais l'occupation marocaine endommage l'État songhaï.

### Angleterre
Jacques Ier d'Angleterre envoie John Harrison à Muley Zidan au Maroc en 1610, puis de nouveau en 1613 et 1615 afin d'obtenir la libération des captifs anglais.

## Bibliothèque Zidani
Par coïncidence historique, une partie de la bibliothèque de ce sultan, connue sous le nom de Bibliothèque Zidani, est conservée en Espagne jusqu'à nos jours. Lors de la révolte d'Ahmed ibn Abi Mahalli en 1612, Muley Zidan chargea un corsaire français, Jehan Philippe de Castelane, de déplacer ses biens de Safi à Santa Cruz do Cabo, Agadir, pour une somme de 3 000 escudos après avoir subi une défaite à Marrakech. Après avoir attendu six jours sans être payé, Castelane fit voile vers le nord en direction de Marseille, avec la cargaison toujours à bord, espérant vendre les marchandises pour récupérer ses pertes. Quatre navires de la flotte de l'amiral espagnol Luis Fajardo ont intercepté le navire près de Mehdya et l'ont emmené à Lisbonne (alors partie de l'Espagne) et ont condamné l'équipage pour piraterie. De Lisbonne, la bibliothèque de Zidan est ensuite transportée à Cadix et inventoriée. Après Cadix, la collection poursuivra son voyage, sur ordre de Philippe III, pour être conduite au domicile du conseiller municipal Juan de Idiáquez à Madrid. Deux ans plus tard, en 1614, la collection est transmise à El Escorial pour y être conservée de façon permanente. Cette collection contenait environ 4 000 livres et manuscrits. La collection est toujours conservée à l'Escurial et constitue l'une des collections de manuscrits arabes les plus importantes d'Europe.
Il est intéressant de noter qu'à l'époque de la saisie des manuscrits de Zidan, l'arabe écrit est largement interdit en Espagne, l'Inquisition espagnole étant à l'origine de la destruction de nombreuses œuvres arabes. Durant cette période, les autorités fouillaient les domiciles des musulmans espagnols pour confisquer et détruire les manuscrits en langue arabe. Cependant, les riches et les influents étaient quelque peu exemptés de ces interdictions et purent sauver certains manuscrits arabes en les envoyant à l'Escurial pour étude. Tel est le cas pour la collection de Zidan. Le neveu d'Idiaquez, Francisco Gurmendi, ainsi que Juan de Peralta, ont demandé que la collection soit apportée à l'Escurial à cette fin. Peralta est également intéressé par l'acquisition de la collection par l'Escurial, car cet ajout renforcerait l'importance de la bibliothèque. D’autres, comme Thomas Erpinius, ont également plaidé en faveur de l’étude de la langue arabe comme outil pour forcer les musulmans à se convertir au christianisme. Malgré cela, les manuscrits sauvegardés, y compris la bibliothèque de Zidan, n'ont pas été mis à la disposition du public et sont conservés séparément du reste de la collection de l'Escurial.